# Agence d'État de météorologie
Agencia Estatal de Meteorología
L’Agence d'État de météorologie,,, (espagnol : Agencia Estatal de Meteorología), abrégé AEMET, est un organisme espagnol chargé, notamment, des observations et des prévisions météorologiques. Placé sous l'autorité du ministère de l'Environnement, cet organisme public représente l'Espagne devant les institutions météorologiques internationales (Organisation météorologique mondiale, Organisation européenne pour l'exploitation des satellites météorologiques (EUMETSAT), Centre européen de prévision météorologique à moyen terme).

## Histoire
Le service de météorologie espagnol fut fondée le 12 août 1887 sous le nom d’Institut central météorologique sur la proposition du ministre du Développement, Carlos Navarro Rodrigo à l'instigation de Francisco Giner de los Ríos, fondateur de l'Institution libre d'enseignement. Comme le stipulait le décret fondateur, l'Institut fut créé pour « surtout calculer et annoncer le temps probable aux ports et aux capitales provinciales, sans préjudice de l'autre travail scientifique et pratique qui lui est confié ». 
Le savant Augusto Arcimís fut nommé comme premier directeur et est resté en fonction jusqu'à sa mort en 1910. Le quartier général choisi pour l'Institut était le bâtiment El Castillo, dans le parc du Retiro à Madrid. Le service météorologique changea de nom à plusieurs reprises au cours de son histoire. Au cours de la Seconde République espagnole, en 1933, il devint dépendant de la direction générale de l'Aéronautique du ministère de la Guerre. Après la guerre civile, en 1940 tous les services météorologiques furent unifiés dans le Servicio Nacional de Meteorología rattaché au ministère de l'Air. En 1978, il fut rebaptisé Instituto Nacional de Meteorología (Institut national de météorologie) (INM) sous la direction du ministère des Transports et des Communications. Le service a pris son nom actuel le 8 février 2008 par le décret royal 186/2008, paru au bulletin officiel de l'État le 14 février 2008.

## Structure
Si son siège est à Madrid, l'Agence d'État de la Météorologie compte également de nombreux sièges provinciaux dont Asturies et Cantabrie, Madrid et Castille-La Manche , Aragon, La Rioja et Navarre, le Pays Basque, la Galice, Estrémadure, Baléares, Castille et Léon, Murcie, Valence, Catalogne, Andalousie occidentale et Ceuta, Andalousie orientale et Melilla, Canaries orientales (basée à Grande Canarie) et Canaries occidentales (basée à Tenerife). Des bureaux de l'AEMET sont aussi implantés dans presque tous les aéroports du pays, ainsi que dans les bases aériennes des Forces armées.
Conformément aux dispositions de l'article 34.1 de la loi 6/1997 du 14 avril 1997, il existe également une délégation de certains services de l’Agencia Estatal de Meteorología vers chacune des communautés autonomes d'Espagne, dont certaines ont formé leur propre service météorologique comme Euskalmet au Pays basque et Meteocat en Catalogne.

### Directions
Le service est également divisé en plusieurs directions :
- Sous-direction générale des systèmes d'observation ;
- Sous-direction générale de la prévision météorologique ;
- Sous-direction générale de la climatologie et des applications météorologiques ;
- Sous-direction générale de l'administration et de la gestion.

### Services
En plus des services d'observation météorologique et climatologique conventionnelles, certains des services les plus intéressants de l'AEMet sont énumérés ci-dessous :
- Imagerie satellite et réseau de radars métrologiques ;
- Prévisions météorologiques ;
- Réseau de détection de la foudre ;
- Réseau de détection du rayonnement ultraviolet et sa prévision ;
- Météorologie maritime ;
- Météorologie aéronautique.